# Шанюшкина, Чимита Григорьевна
Чимита Григорьевна Шанюшкина (27 февраля 1927, Курумкан, Бурят-Монгольская АССР — 18 февраля 2005, Улан-Удэ) — советская бурятская оперная и эстрадная певица (сопрано), народная артистка РСФСР (1978).

## Биография
Чимита Григорьевна Шанюшкина из известного бурятского рода Шанюшкиных родилась 27 февраля 1927 года в селе Курумкан (Бурятская АССР), училась в Курумканской средней школе. Работала учительницей.
В 1950 году окончила Уральскую консерваторию (класс пения З. В. Щёлоковой) в Свердловске.
В 1950—1955 годах была солисткой Бурятского театра оперы и балета.
В 1955—1997 годах — солистка Бурятского государственного ансамбля песни и танца «Байкал» Бурятской филармонии. В её репертуаре были украинские, грузинские, азербайджанские, казахские, якутские, башкирские, татарские, таджикские и огромное количество монгольских песен. Стала первой исполнительницей песни Бадмы Балдакова «К любимой», написанной специально для неё. Гастролировала за рубежом. Была наставником многих молодых певцов, среди которых Д. Дашиев, Л. Галсанова, Д. Пурбуева, Х. Аюржанаева, Г. Маланова, В. Шагжиев, Б. Раднаева. Была автором статей и передач о музыкантах на радио и телевидении. Член ВКП(б) с 1949 года.
Умерла 18 февраля 2005 года. Похоронена на Центральном кладбище в Улан-Удэ.

## Награды и премии
- Заслуженная артистка РСФСР (7.08.1967).
- Народная артистка РСФСР (11.10.1978).
- Орден «Знак Почёта» (24.12.1959).
- Медали.
- Почётные грамоты Президиумов Верховных Советов Бурятской, Калмыцкой и Якутской АССР.
- Лауреат Государственной премии Республики Бурятия.
- Заслуженный работник культуры Монголии (1994).

## Партии в операх и опереттах
- «У подножья Саян» С. Ряузова — Мэдэгмаша
- «Башмачки» Дж. Файзи — Сарвар
- «Кето и Котэ» В. Долидзе — Кето
- «Царская невеста» Н. Римского-Корсакова — Марфа
- «Пиковая дама» П. И. Чайковского — Прилепа
- «Молодая гвардия» Ю. Мейтуса — Любовь Шевцова
- «Чио-Чио-сан» Дж. Пуччини
- «Аршин мал алан» Уз. Гаджибекова